# Graeme Revell
Pour les articles homonymes, voir Revell.
Graeme Revell est un compositeur néo-zélandais, né le 23 octobre 1955 à Auckland (Nouvelle-Zélande). Dans sa jeunesse il a fait partie du groupe de musique industrielle SPK.
Il s'est fait connaître avec les musiques composée pour les films Calme blanc de Phillip Noyce et The Crow d'Alex Proyas. 
Il a collaboré plusieurs fois avec les réalisateurs David Twohy pour Pitch Black, Les Chroniques de Riddick, Abîmes et Riddick ou encore Robert Rodriguez pour Une nuit en enfer et Sin City.
Il a composé également pour les films : Chasse à l'homme, Street Fighter, Strange Days, Power Rangers, le film, Dangereuse Alliance, Le Saint, Spawn, Négociateur, La Fiancée de Chucky, Couvre-Feu, Titan A.E., Planète rouge, Lara Croft: Tomb Raider, Dommage collatéral, Daredevil, Freddy contre Jason, Assaut sur le central 13, Goal! : Naissance d'un prodige ou encore Délire Express.
À la télévision, il compose pour les séries : Dune, Les Experts : Miami et Gotham.

## Filmographie

### Années 1980
- 1989 : Calme blanc (Dead Calm) de Phillip Noyce

### Années 1990
- 1990 : Spontaneous Combustion de Tobe Hooper
- 1990 : Jeu d'enfant II (Child's Play 2) de John Lafia
- 1991 : Deadly de Esben Storm
- 1991 : Till There Was You de John Seale
- 1991 : Le Sous-sol de la peur (The People Under The Stairs) de Wes Craven (cocompositeur avec Don Peake)
- 1991 : Jusqu'au bout du monde (Bis ans Ende der Welt) de Wim Wenders
- 1992 : La Main sur le berceau (The Hand That Rocks the Cradle) de Curtis Hanson
- 1992 : Love Crimes de Lizzie Borden
- 1992 : Traces de sang (Traces of Red) d'Andy Wolk
- 1993 : Boxing Helena de Jennifer Lynch
- 1993 : Body (Body of Evidence) d'Uli Edel
- 1993 : Hear No Evil de Robert Greenwald
- 1993 : The Crush d'Alan Shapiro
- 1993 : Chasse à l'homme (Hard Target) de John Woo
- 1993 : Le Tueur du futur (Ghost in the Machine) de Rachel Talalay
- 1994 : Absolom 2022 (No Escape) de Martin Campbell
- 1994 : The Crow d'Alex Proyas
- 1994 : S.F.W. de Jefery Levy
- 1994 : Street Fighter de Steven E. de Souza
- 1995 : Tank Girl de Rachel Talalay
- 1995 : Basketball Diaries (The Basketball Diaries) de Scott Kalvert
- 1995 : Mighty Morphin Power Rangers: The Movie de Bryan Spicer
- 1995 : Killer : Journal d'un assassin (Killer: A Journal of Murder) de Tim Metcalfe
- 1995 : Strange Days de Kathryn Bigelow
- 1995 : Power Rangers, le film de Bryan Spicer
- 1995 : Les Liens du sang (The Tie That Binds) de Wesley Strick
- 1996 : Une nuit en enfer (From Dusk Till Dawn) de Robert Rodriguez
- 1996 : Race the Sun de Charles T. Kanganis
- 1996 : Dangereuse Alliance (The Craft) d'Andrew Fleming
- 1996 : Liens d'acier (Fled) de Kevin Hooks
- 1996 : The Crow : La Cité des anges (The Crow: City of Angels) de Tim Pope
- 1997 : Le Saint (The Saint) de Phillip Noyce
- 1997 : Spawn de Mark Dippé
- 1997 : Chinese Box de Wayne Wang
- 1997 : Suicide Kings de Peter O'Fallon
- 1998 : Big Hit (The Big Hit) de Kirk Wong
- 1998 : Phoenix de Danny Cannon
- 1998 : The Hairy Bird (Strike!) de Sarah Kernochan
- 1998 : Négociateur (The Negotiator) de F. Gary Gray
- 1998 : Lulu on the Bridge de Paul Auster
- 1998 : La Fiancée de Chucky (Bride of Chucky) de Ronny Yu
- 1998 : Couvre-Feu (The Siege) d'Edward Zwick
- 1999 : La Main qui tue (Idle Hands) de Rodman Flender
- 1999 : Buddy Boy de Mark Hanlon
- 1999 : Un de trop (Three to Tango) de Damon Santostefano
- 1999 : La Nuit des chauves-souris (Bats) de Louis Morneau

### Années 2000
- 2000 : Pitch Black de David Twohy
- 2000 : Fausses Rumeurs (Gossip) de Davis Guggenheim
- 2000 : Titan A.E. de Don Bluth et Gary Goldman
- 2000 : Attraction de Russell DeGrazier
- 2000 : Planète rouge (Red Planet) de Antony Hoffman
- 2001 : Un gentleman en cavale (Double Take) de George Gallo
- 2001 : Blow de Ted Demme
- 2001 : Human Nature de Michel Gondry
- 2001 : Lara Croft: Tomb Raider de Simon West
- 2002 : Dommage collatéral (Collateral Damage) de Andrew Davis
- 2002 : Crimes et Pouvoir (High Crimes) de Carl Franklin
- 2002 : Abîmes (Below) de David Twohy
- 2003 : Daredevil de Mark Steven Johnson
- 2003 : Freddy contre Jason (Freddy Vs. Jason) de Ronny Yu
- 2003 : Out of Time de Carl Franklin
- 2003 : Open Water : En eaux profondes (Open Water) de Chris Kentis
- 2004 : Tolérance Zéro (Walking Tall) de Kevin Bray
- 2004 : Les Chroniques de Riddick (The Chronicles of Riddick) de David Twohy
- 2005 : Assaut sur le central 13 (Assault on Precinct 13) de Jean-François Richet
- 2005 : Sin City de Robert Rodriguez (co-compositeur avec John Debney et Robert Rodriguez)
- 2005 : Les Aventures de Shark Boy et Lava Girl (The Adventures of Sharkboy and Lavagirl in 3-D) de Robert Rodriguez (co-compositeur avec John Debney et Robert Rodriguez)
- 2005 : Goal! : Naissance d'un prodige (Goal!) de Danny Cannon
- 2005 : Bad Times (Harsh Times) de David Ayer
- 2005 : Fog (The Fog) de Rupert Wainwright
- 2005 : Æon Flux de Karyn Kusama
- 2006 : Les Oubliées de Juarez (Bordertown) de Gregory Nava
- 2006 : Man of the Year de Barry Levinson
- 2006 : Marigold de Willard Carroll
- 2007 : Les Condamnés (The Condemned) de Scott Wiper
- 2007 : Planète Terreur (Planet Terror) de Robert Rodriguez
- 2007 : Awake de Joby Harold
- 2008 : Les Ruines (The Ruins) de Carter Smith
- 2008 : Au bout de la nuit (Street Kings) de David Ayer
- 2008 : Délire Express (Pineapple Express) de David Gordon Green
- 2008 : Days of Wrath de Celia Fox

### Années 2010
- 2010 : No Limit (Unthinkable) de Gregor Jordan
- 2010 : The Experiment de Paul Scheuring
- 2011 : Shark 3D (Shark Night 3D) de David Richard Ellis
- 2011 : Comics Open de Paul Madden
- 2013 : Riddick de David Twohy

## Télévision

### Téléfilms
- 1990 : Psychose 4 (Psycho IV: The Beginning) de Mick Garris
- 1995 : Down Came a Blackbird de Jonathan Sanger (en)
- 1998 : Denis la Malice sème la panique (Dennis the Menace Strikes Again!) de Jeffrey Reiner
- 1999 : 'Bats' Abound de Rodman Flender de Jeffrey Schwarz
- 2001 : Anne Frank (Anne Frank: The Whole Story) de Robert Dornhelm
- 2004 : Legends

### Séries télévisées
- 1989 : Bangkok Hilton (feuilleton TV) de Ken Cameron
- 2000 : Dune (feuilleton TV) de John Harrison
- 2002 : Les Experts : Miami (CSI: Miami) (30 épisodes)
- 2008-2009 : Eleventh Hour (18 épisodes)
- 2009-2010 : Forgotten (17 épisodes)
- 2009-2010 : The Line (19 épisodes)
- 2012 : The River (8 épisodes)
- 2014-2015 : Gotham (22 épisodes)

## Courts métrages
- 2011 : John Delaney Died Last Night de Charles T. Kanganis

## Jeux vidéo
2005 : Call of Duty 2